# 诺沙克峰
诺沙克峰（Noshaq或 Nowshak），是阿富汗的最高峰，也是兴都库什山脉中仅次于蒂里杰米尔峰（7,708公尺）的第二高峰。诺沙克峰位于阿富汗的东北部与巴基斯坦的国界线杜兰德线上。
1960年，日本人酒井敏明、岩坪五郎首次登顶，他们都是日本考察队的成员。攀登沿着覆盖冰川的东南部山脊而上。现在，人们通常采用的路线是由西部山脊而上。
2009年7月，第一个阿富汗人攀登该峰。两个来自瓦罕走廊的阿富汗人于7月19日成功登顶。